# Lábfalva
Lábfalva (románul: Lelești) falu Romániában, Erdélyben, Beszterce-Naszód megyében, Déstől 12 km-re északkeletre.

## Nevének eredete
Nevét eredetileg Vlad nevű kenézéről kapta. A magyarban ezt népetimológiával a láb szóhoz igazították, így a név a falu földrajzi elhelyezkedésére utal. 1405-ben villa olachalis Lalfalva, 1467-ben Ladfalva, 1703 körül Lamfalva, 1750-ben Lábfalva néven említették.

## Története
Román alapítású falu volt. A középkorban a csicsói, 1617-től a szamosújvári uradalomhoz tartozott, 1630-tól a 18. század végéig a vargyasi Daniel családé volt. Akkor a Mikesek tulajdonába került.
1818-ban egy földesurukkal folytatott per miatt lakói elköltöztek. Helyükre Mikes Benedek 1846-ban szepességi szlovákokat telepített, akik a görögkatolikus vallásra áttérve, két generáció alatt elrománosodtak.
Lakói bádogosmunkával, pléhtermékeik óromániai értékesítésével és malomkővágással foglalkoztak. A 20. század elején sokan vándoroltak el közülük Romániába és Erdély ipartelepeire.

## Népessége
- 1900-ban 597 lakosából 411 volt román, 152 szlovák, 27 magyar és 5 német anyanyelvű; 545 görögkatolikus, 22 református, 20 ortodox, 5 zsidó és 5 római katolikus.
- 2002-ben 219 lakosából 218 volt román nemzetiségű; 198 ortodox és 19 görögkatolikus vallású.